# 肯尼山
84°44′S 175°28′W / 84.733°S 175.467°W
肯尼山（Mount Kenney），是南極洲的山峰，位於杜費克海岸，處於沙克爾頓冰川以東6公里和韋德山西北面19公里，屬於大教堂峰的一部分，海拔高度2,030米，現時由南極條約體系管理。